# 조지프 스완

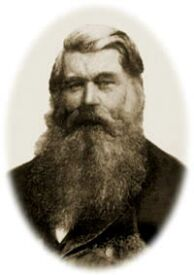

조지프 윌슨 스완 경(Sir Joseph Wilson Swan, 1828년 10월 31일 ~ 1914년 5월 27일)은 영국의 화학자이자 물리학자이다.
1864년에 사진 인화에서 탄소처리법으로 특허를 받았으며, 건판 방식(1871)과 브롬 종이(1879)를 만들었다. 또한 에디슨보다 20년 앞선 1860년에 전등을 발명하였으며, 처음으로 실용성있는 인견(人絹)을 만들어내기도 하였다.